# Едмор (Северна Дакота)
Едмор (енгл. Edmore) град је у америчкој савезној држави Северна Дакота.

## Демографија
По попису из 2010. године број становника је 182, што је 74 (-28,9%) становника мање него 2000. године.
| Група             | 2000.       | 2010.       |
| Белци             | 249 (97,3%) | 175 (96,2%) |
| Афроамериканци    | 0 (0,0%)    | 0 (0,0%)    |
| Азијати           | 0 (0,0%)    | 0 (0,0%)    |
| Хиспаноамериканци | 2 (0,8%)    | 1 (0,5%)    |
| Укупно            | 256         | 182         |